# 阿基莱·瓦尔齐
阿基莱·瓦尔齐（義大利語：Achille Varzi，1904年8月8日—1948年7月1日）是一名意大利的大奖赛车手。
在1948年瑞士大奖赛的练习中，瑞士伯尔尼的布雷姆加滕赛道上下起了小雨。瓦尔齐驾驶的阿尔法·罗密欧在湿滑的地面上打滑，翻倒并将其压死。他被埋葬在自己的家乡。瓦尔齐的逝世导致国际汽车联合会要求赛车时要佩戴防护头盔，而此前这是可以自行选择的。